# Sacco i Vanzetti

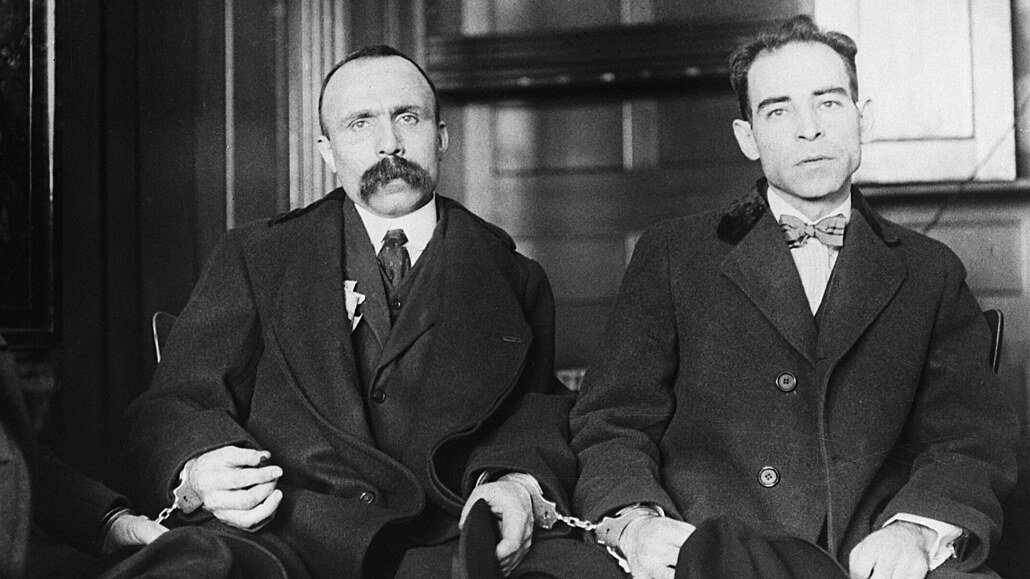
Bartolomeo Vanzetti i Nicola Sacco podczas procesu

Ferdinando „Nicola” Sacco (ur. 4 kwietnia 1891 w Torremaggiore, zm. 23 sierpnia 1927) i Bartolomeo Vanzetti (ur. 11 czerwca 1888 w Villafalletto, zm. 23 sierpnia 1927) – anarchiści i robotnicy amerykańscy pochodzenia włoskiego.

## Życiorys
Sacco i Vanzetti przybyli do Stanów Zjednoczonych w 1908, poznali się w 1916. Brali czynny udział w robotniczych demonstracjach strajkowych o lepsze płace i humanizację stosunków pracy. W 1920 w trakcie organizowania wiecu zostali zatrzymani pod zarzutem działalności godzącej w dobro publiczne. Dodatkowo oskarżono ich o napad rabunkowy i dwa morderstwa (Fredericka Parmentera i Alessandra Berardellego), które miały miejsce 15 kwietnia 1920 w South Baintree w stanie Massachusetts. W trakcie napadu zrabowano 15 766 dolarów i 51 centów, przeznaczonych na wypłaty dla robotników.

### Proces
Mimo posiadania przez nich alibi i wątpliwych dowodów skazano ich 14 lipca 1921 na śmierć na krześle elektrycznym w atmosferze powszechnej nagonki (prowadzący proces sędzia Webster Thayer nazywał Sacca i Vanzettiego „anarchistycznymi bękartami”). Głównym dowodem w procesie był dowód materialny – udowodniono, że pistolet, który znaleziono przy Saccu, posłużył do morderstwa (w 1961 i 1983 badania balistyczne powtórzono z takimi samymi wynikami), a rewolwer znaleziony przy Vanzettim należał do Alessandra Berardellego (była to jego broń służbowa). Jednakże nie udało się udowodnić, że Sacco i Vanzetti byli mordercami – odmówili oni zeznań dotyczących pochodzenia broni, żeby nie obciążać innych osób. W takiej sytuacji dobry obrońca mógł doprowadzić do uniewinnienia oskarżonych z zarzutu morderstwa i zostaliby oni najwyżej skazani za utrudnianie śledztwa. Jednakże obrona Sacca i Vanzettiego stanowiła wielką pomyłkę – oparła się ona na opinii podejrzanego eksperta samozwańczego „doktora” Alberta H. Hamiltona, który próbował obalić dowody materialne, a gdy podczas rozprawy wykazano jego ignorancję, usiłował nieudolnie sfałszować dowody (rozmontował pistolet służący do morderstwa oraz dwa inne tego samego typu, a potem składając broń usiłował do pistoletu dowodowego zamontować lufę od jednego z tych dwóch; kiedy osoby na sali sądowej to zauważyły, próbował tłumaczyć się roztargnieniem).
W obronie robotników stanęło wielu intelektualistów (m.in. Dorothy Parker, Edna St. Vincent Millay, Karin Michaelis, Bertrand Russell, John Dos Passos, Upton Sinclair, George Bernard Shaw i H.G. Wells). Ostatecznie wyrok wykonano 23 sierpnia 1927. 23 sierpnia 1977 gubernator Massachusetts Michael Dukakis zrehabilitował Sacca i Vanzettiego.

## Odniesienia w kulturze
Sprawę Sacca i Vanzettiego opisywano w wielu książkach (m.in. Boston Uptona Sinclaira i Recydywista Kurta Vonneguta), a w 1971 powstał film fabularny Sacco i Vanzetti.
W lutym 1933 roku w Warszawie miała miejsce premiera sztuki Boston, przygotowanej przez Jung Teater pod kierownictwem Michała Weicherta.